# Synagoga w Nowym Targu (ul. Jana Kazimierza 2)
Synagoga w Nowym Targu – synagoga znajdująca się w Nowym Targu przy ulicy Jana Kazimierza 2, niedaleko głównej synagogi.
Dokładna data powstania synagogi nie jest znana, ale przypuszcza się, że powstała pod koniec XIX lub na początku XX wieku. W jednym z pomieszczeń urządzono salę do studiowania Talmudu. Podczas II wojny światowej hitlerowcy zdewastowali synagogę. Obecnie w budynku synagogi znajduje się sklep z częściami do samochodów.
Murowany budynek synagogi wzniesiono na planie zbliżonym do prostokąta. Obecnie zachował się jedynie dawny wystrój zewnętrzny.